# Panarea
Panarea is het kleinste bewoonde eiland van de Eolische of Liparische eilanden in de Tyrreense Zee en maakt deel uit van een vulkanische archipel ten noorden van Sicilië, Italië. De laatste uitbarsting was 10000 jaar geleden.
In 2002 was er hydrothermische activiteit.
Het eiland heeft een oppervlakte van 3,4 vierkante kilometer en is een frazione van de gemeente Lipari.
Op het eiland is één onderwijsinstelling, voor zowel lager als middelbaar onderwijs. Er zijn twee docenten en twee scholieren.